# Димитър Буюклийски
Димитър Буюклийски-Мичи е български художник живописец. Създател на българския кубизъм.

## Биография
Роден е на 7 септември 1943 г. в София в семейството на художника Кирил Буюклийски и Невяна Георгиева. През периода 1957 – 1962 г. учи в Художествената гимназия в София, от 1964 до 1969 г. следва живопис при проф. Илия Петров във ВИИИ „Николай Павлович“ в София. През 1973 г. се жени за художничката Мая Буюклийска, от която има две деца.

## Творчество
През 1971 г. композицията „Лято“ очертава търсенията му в областта на голото тяло. През 1974 г. създава картината „Натюрморт“, която е определена от критиката като „модел за бъдещите му търсения“.

## Изложби
- 1978
  - първа самостоятелна изложба в галерия „Раковски“ 125 – София;
  - през септември – изложба в галерия „Деса“, Варшава, Полша;
  - 29 ноември – 4 декември – участие в Internationaler Kunstmarkt, Дюселдорф, Германия;
- 1979
  - 30 юни – 30 септември – участие в „XI Festival International de Peinture“ в Кан-сюр-Мер, Франция
- 1980
  - юли – представя свои творби на ежегодния международен конкурс на Academia Internationale De L'Arte Moderna, Рим, Италия. Удостоен с втора награда „Meduza Aurea“ от международното жури; негови картини са показани в „Paige Gallery“, Далас, САЩ, и в галерия „Mocoon“, Амстердам, Холандия
- 1981
  - 20 октомври – 6 ноември – Мичи участва в представителна изложба „Съвременно българско изкуство“ в Royal Festival Hall, Лондон, Великобритания;
  - 12 май – 5 юни – негови творби са включени в експозицията „Съвременно българско изкуство“, показана в кметството на Щутгарт, Германия;
  - представяне в галерия „Van Helland“, Стокхолм, Швеция
- 1982
  - 23 юни – 25 юли – участва в изложбата „Живопис, графика и малка пластика от България“ в Gallerie der Kunstler, Мюнхен, Германия
- 1984
  - 20 – 23 януари – участие в „the International Contemporary Art Fair“ в Barbican Art Centre, Лондон, Великобритания;
  - май – представен в изложбата „Съвременно българско изкуство“ в Лисабон, Португалия; самостоятелна изложба през септември в „Балабановата къща“, Пловдив;
  - 18 – 31 октомври – негови творби са включени в експозицията „Съвременни български художници“ в галерия „De Nieuve Kerk“, Амстердам, Холандия;
  - участие в „Interart“, Познан, Полша;
- 1985
  - декември – самостоятелна изложба в галерия „Раковски“ 133, София
- 1986
  - 19 февруари – 16 март – участва в изложбата „Съвременна българска живопис“ в „National Gallery of Modern Art“, Ню Делхи, Индия;
  - представен в галерия „Eoniki Pina Kookhk“, Атина, Гърция;
  - представен в „Galerie Vaclava Spaly“, Прага, Чехословакия;
  - представен в „Galerie Cypriana Majernika“, Братислава, Чехословакия;
  - участва в изложбата „Съвременно българско изкуство“ в „Centro Cultural del Conde Duque“, Мадрид, Испания;
  - участва в изложбата „5 + 5 български живописци и графици“ в „International Images Ltd“ Суикли, Пенсилвания, САЩ
- 1987
  - негови творби са показани през януари в галерия „Towo Art“, Токио, Япония;
  - негови творби са показани през февруари в „Foiles Gallery“, Лондон, Великобритания;
  - през септември – самостоятелна изложба в „International Images Ltd.“, Суикли, Пенсилвания, САЩ;
  - участва в колективни изложби в „Firebird Gallery“, Александрия, Вирджиния, САЩ;
  - Glass Growers Gallery, Ирие, Пенсилвания, САЩ;
  - „Roerich Museum“, Ню Йорк, САЩ;
  - поредно участие в „Interart“, Познан, Полша
- 1988
  - април – самостоятелна изложба в „Standard Chartered Bank“, Лусака, Замбия;
  - участие в колективна изложба в „Von Brahler Gallery“, Александрия, Вирджиния, САЩ;
  - участие в „Interart“, Познан, Полша
- 1989
  - 30 март – 2 април – участие в „International Contemporary Art Fair“ и в „Olympia“, Лондон, Великобритания;
  - 26 октомври – участие и откупка на „Композиция II“ на търга Сотбис
- 1990
  - 22 февруари – участие и откупка на „Композиция I“ на търга Сотбис
- 1991
  - март – самостоятелна изложба в „Vandergeeten Art Gallery“, Антверпен, Белгия;
- 1992
  - май-юни – самостоятелна изложба в галерия „Willeirs“, Амстердам, Холандия

## Признание и награди
- 1970 – творбата „Семейство“, с която участва на Изложбата на софийските художници, е отбелязана от критиката като една от най-добрите
- 1975 – Първа награда на Комитета за младежта и спорта на Четвъртата национална младежка изложба за „Хокеисти“.
- 1976 – Трета награда на Съюза на българските художници в Конкурса за голо тяло за картината „Голо тяло“.
- 1977 – Годишна награда за литература и изкуство за „Празник“.
- 1978 – Награда на Съюза на българските художници за цялостно представяне на Петата национална младежка изложба
- 1984 – Първа награда за произведение на съвременна тема в конкурс на Комитета за култура и Съюза на българските художници
- 1991 – Награда за живопис на кметството на Бошут, Белгия